# La scarpetta e la rosa
La scarpetta e la rosa (The Slipper and the Rose: The Story of Cinderella) è un film del 1976 diretto da Bryan Forbes con protagonisti Richard Chamberlain e Gemma Craven, basato sulla classica fiaba di Cenerentola. La pellicola venne scelta come film per la Royal Command Performance del 1976.
Le canzoni nominate all'Oscar sono state scritte dai fratelli Sherman (Richard M. Sherman e Robert B. Sherman) che hanno anche scritto la sceneggiatura insieme a Forbes.

## Trama
Il Principe Edward di Euphrania ritorna a casa dopo aver incontrato la Principessa Selena di Carolsveld, con la quale i suoi genitori hanno organizzato il suo matrimonio. Ma Edward non ha chiesto alla Principessa di sposarlo e condanna i matrimoni combinati, in quanto preferisce sposarsi per amore, mentre i suoi genitori vogliono un'alleanza politica.
Nel mentre Cenerentola, in seguito alla morte del padre, viene confinata in cantina dalla sua crudele matrigna, che la obbliga a fare da serva a lei e alle sue due figlie Isobella e Palatine. La fanciulla trova conforto ricordando il suo passato felice. Mentre porta dei fiori sulla tomba dei genitori, Cenerentola nota il Principe e il suo amico e guardiano John, mentre si recano alla cripta reale. Qui Edward si burla dei suoi antenati, con cui un giorno verrà sepolto.
Al castello, il Re di Euphrania viene informato che un matrimonio tra Edward e una principessa dei regni vicini (e potenziali nemici) aiuterebbe a prevenire una guerra. Perciò viene indetto un ballo in cui il Principe sceglierà la sua sposa. Edward non sopporta questa idea, mentre suo cugino Montague ne è entusiasta. Quando giunge la notizia che Carolsveld intende attaccare Euphrania, a Edward non resta che acconsentire. Tuttavia, meno della metà della principesse accettano l'invito, e viene dunque invitata anche la nobiltà locale, incluse la matrigna e le sorellastre di Cenerentola.
A causa della scarsità di vestiti nelle sartorie, la matrigna e le sorellastre comandano a Cenerentola di cucire per loro tre eleganti abiti da ballo dai tessuti dei loro vecchi vestiti. Cenerentola non ha idea di cosa fare, quando fa la sua apparizione la sua Fata Madrina, con il talento di intuire i desideri dei puri di cuore, che crea tre splendidi abiti mentre la ragazza si riposa. Quella sera, la matrigna e le sorellastre partono per il ballo lasciando sola Cenerentola, ma la Fata Madrina ritorna per informarla che anche lei potrà andarci. Trasforma quindi il suo vestito trasandato in un abito sontuoso, le dà un'acconciatura alla moda e delle scarpette di cristallo. Dopo, trasforma una zucca in una carrozza, dei topi in cavalli da tiro e delle rane in valletti. Infine, manda Cenerentola al ballo con l'avvertimento che la magia durerà solo fino a mezzanotte. Cenerentola ed Edward si incontrano al ballo e si innamorano a prima vista. Quando l'orologio segna la mezzanotte, Cenerentola scappa via, lasciando dietro di sé solo una sua scarpetta di cristallo.
Edward manda ovunque i suoi servitori alla ricerca della donna che riesca a calzare la scarpetta, ma la ricerca non porta a nulla. Il Principe fa costruire un monumento per la scarpetta, sperando che un giorno la sua amata perduta si rivelerà. Anche John soffre per amore: si è innamorato di una nobile, ma la sua posizione non consente ai due di stare assieme. Edward nomina John cavaliere, per consentirgli di vivere il suo amore con Lady Caroline. Infine, frustrato dalla sua infruttuosa ricerca, Edward rompe la teca che custodiva la scarpetta e la lancia nel bosco, dove viene trovata da Cenerentola che inizia a danzare con essa e viene vista da John, che corre ad avvertire il Principe.
Cenerentola ed Edward si ricongiungono e vengono accolti dalla matrigna e dalle sorellastre. Il Principe chiede alla matrigna la mano di Cenerentola, la quale acconsente appieno, se non altro sperando di entrare nelle sue grazie. Ma Cenerentola lascia subito la sua casa, non prima di aver umiliato la matrigna perdonando lei e le sorellastre per i loro abusi. Nella sala del trono, Edward e Cenerentola si recano al cospetto del Re e della Regina, che trovano la fanciulla incantevole, nonostante il Re sembri avere delle preoccupazioni. Quest'ultimo infatti, prende in disparte il Gran Ciambellano per dirgli che è fuori discussione che suo figlio sposi una non reale come Cenerentola. Il Ciambellano comunica ciò a Cenerentola, spiegandole anche la necessità di un'alleanza militare tramite un matrimonio con uno dei regni vicini per salvaguardare Euphrania dalla guerra. Le viene inoltre comunicato che dovrà essere esiliata quella stessa notte per prevenire una guerra con Carolsveld. Con il cuore spezzato, Cenerentola chiede al Ciambellano di dire a Edward che non l'ha mai amato, poiché sa che egli tenterà comunque di trovarla essendone innamorato.
Dopo aver scoperto da John ciò che il Re ha fatto a Cenerentola, Edward, esasperato, affronta il padre dicendogli di avergli rovinato l'occasione di trovare l'amore e un matrimonio felice. Dopo aver capito che i suoi genitori non rinuncerebbero a un matrimonio politico, egli accetta di sposare chiunque loro scelgano per lui, aggiungendo che i suoi doveri coniugali non andranno oltre l'altare. Infine, maledice la sua casa reale, augurandosi che muoia con lui gettando Euphrania nel caos. A questo punto il Re si sente colpevole di aver esiliato Cenerentola, ma non ha altra scelta temendo una guerra con Carolsveld. Il giorno del suo matrimonio con la Principessa Selena, Edward chiede perdono a Cenerentola, ignaro che la Fata Madrina lo stia ascoltando. Cenerentola, che vive serenamente in esilio in un altro paese, pensa ancora a Edward. Arriva la sua Fata Madrina, che le chiede come mai non sia presente alle nozze del Principe a palazzo. La fanciulla, sorpresa, chiede con chi si stia per sposare. La fata non lo sa, in quanto si tratta certamente della donna sbagliata, ma ha intenzione di rimettere di nuovo le cose a posto.
Al castello, durante le nozze, restano tutti sorpresi quando Cenerentola compare vestita da sposa. Il Re interrompe il matrimonio e lui e il suo consiglio si radunano privatamente. La Fata Madrina si unisce alla conversazione e convince il Re a cambiare la legge, in modo che Edward possa sposare chi vuole. Durante un colpo di scena, il cugino di Edward e la sposa prescelta si innamorano a prima vista e si sposano, garantendo l'alleanza politica. Cenerentola ed Edward vivono per sempre felici e contenti.

## Colonna sonora
- Why Can't I Be Two People? – Richard Chamberlain
- What Has Love Got to Do with Getting Married? – Michael Hordern, Lally Bowers, Edith Evans, Julian Orchard
- Once I Was Loved – Gemma Craven
- What a Comforting Thing to Know – Richard Chamberlain, Christopher Gable
- Protocoligorically Correct – Michael Hordern, Chorus
- Bride-finding Ball – Richard Chamberlain, Julian Orchard
- Suddenly It Happens – Annette Crosbie, Gemma Craven
- Transformation Ballet - Dancers
- The Slipper and the Rose Waltz Theme (versione strumentale di He Danced with Me)
- Secret Kingdom – Richard Chamberlain, Gemma Craven
- He/She Danced with Me – Richard Chamberlain, Gemma Craven
- Position and Positioning – Christopher Gable, Chorus
- Tell Him Anything (But Not That I Love Him) – Gemma Craven
- I Can't Forget the Melody – Gemma Craven
- Secret Kingdom (reprise) – Richard Chamberlain, Gemma Craven

## Produzione
Il film venne annunciato nel 1975 con il titolo The Story of Cinderella e il budget stimato fu di 2150000 £. Per la parte di Cenerentola furono considerate oltre 800 ragazze e ne vennero provinate circa 150 prima che venisse scelta Gemma Craven. Oltre 300 costumi vennero realizzati per il film. La pellicola venne girata fra Inghilterra e Austria, e alcune delle location comprendono: Salisburgo e il Castello di Anif, il Castello di Broughton vicono a Banbury nell'Oxfordshire e la Cattedrale di Southwark a Londra.
La scena in cui Cenerentola in esilio canta I Can't Forget the Melody seduta sull'altalena, è una citazione al dipinto L'altalena di Jean-Honoré Fragonard. Ogni dettaglio del costume di Cenerentola e dell'ambientazione corrisponde al dipinto, inclusi il colore dell'abito e il colore del cappello. Cenerentola e il Principe danzano come primo valzer il Ländler, una danza tradizionale austriaca (lo stesso ballo è presente anche in Tutti insieme appassionatamente). Fu il primo film di Margaret Lockwood dal 1955, oltre che il suo ultimo film.

## Distribuzione
Dopo essere stato proiettato in anteprima il 24 marzo 1976 come Royal Command Performance, il film fu distribuito nel Regno Unito il 25 marzo dalla Cinema International Corporation e negli Stati Uniti il 4 novembre dalla Universal Pictures, mentre in Italia fu distribuito il 2 dicembre dello stesso anno dalla F.A.R. International Films.

## Musical
Dal film è stato tratto un musical omonimo nel 1984, sempre con le canzoni degli Sherman, in seguito portato in scena da diverse compagnie.

## Riconoscimenti
1978 – Premio Oscar
- Nomination Migliore colonna sonora a Richard M. Sherman, Robert B. Sherman e Angela Morley
- Nomination Miglior canzone (The Slipper and the Rose Waltz (He Danced with Me/She Danced with Me)) a Richard M. Sherman e Robert B. Sherman

1977 – British Academy Film Awards
- Nomination Miglior attore non protagonista a Michael Horden
- Nomination Miglior attrice non protagonista ad Annette Crosbie
- Nomination Migliori costumi a Julie Harris
- Nomination Migliori musiche a Richard M. Sherman e Robert B. Sherman
- Nomination Miglior scenografia a Ray Simm

1977 – Evening Standard British Film Awards
- Miglior attrice ad Annette Crosbie

1977 – Golden Globe
- Nomination Miglior film straniero
- Nomination Miglior colonna sonora originale a Robert B. Sherman e Richard M. Sherman

1978 – Saturn Award
- Nomination Miglior film fantasy
- Nomination Migliori costumi a Julie Harris